# Csináljuk a fesztivált!
A Csináljuk a fesztivált! a közmédia zenés show-műsora, melyben hazai könnyűzenei előadók adnak elő híres slágereket az 1950-es évektől a 2000-es évekig. A műsort először 2007-ben az M1 vetítette, majd 2010-ben egy évad erejéig a Story TV-n volt látható. Tizenegy év kihagyás után a Duna 2022. március 1-jén jelentette be, hogy a műsor a hetedik évaddal visszatér a közszolgálati média megújult főadóján.

## Története
A műsort 2007-ben hozta létre a Magyar Televízió, a magyarországi televíziózás 50 éves fennállásának tiszteletére. Az első évadban a műsorvezető Harsányi Levente volt, aki mellett az éppen ötven éves karrierjét ünneplő Korda Györgyöt láthatták a nézők. A 2007-es első Csináljuk a fesztivált!-ban huszonkét héten keresztül keresték az elmúlt 50 év legnagyobb magyar slágerét. A műsorban fellépett többek között Csonka András, Tóth Vera, Csipa, Stohl András, Péter Szabó Szilvia, Bereczki Zoltán és Szinetár Dóra, Keresztes Ildikó, Szolnoki Péter, Kozma Orsi, Gallusz Nikolett, Pély Barna, Falusi Mariann, Galambos Dorina, Roy, Szabó Győző, Baby Gabi és Ricky, Bebe, Kamarás Iván és Malek Andrea, valamint Emilio. A műsor első győztese Bereczki Zoltán és Szinetár Dóra lett, a Neoton Família Holnap hajnalig című dalával.
A második évad 2007 őszén került képernyőre az M1-en, a győztes pedig Miller Zoltán lett, aki az Egyszer véget ér című Máté Péter dalt adta elő. A további versenyzők között szerepelt Ördög Tibor, Szekeres Adrien, Péter Szabó Szilvia, Dolhai Attila, Csonka András, Pély Barna, Malek Andrea és Tóth Vera. A második évadban nyolc selejtező, öt középdöntő, két elődöntő és egy döntő volt látható.
A harmadik szezon 2008. február 29-től volt látható és a legjobb külföldi slágert keresték a műsorban. A műsorvezetők közül Kordát Dévényi Tibor váltotta. A fellépők között volt Palcsó Tamás, Bereczki Zoltán Kovács Péter Kowax, Homonnay Zsolt, Rúzsa Magdi, Tóth Vera, Péter Szabó Szilvia, Miller Zoltán, Csonka András, Szolnoki Péter, Rácz Gergő, Pély Barna, Csézy, Szekeres Adrien, Bebe, Galambos Dorina, Roy és Mészáros Árpád Zsolt. A végső győztes Palcsó Tamás, aki Gianni Morandi slágerét, az In ginoccio da te című dalt adta elő.
A 2008 őszén indult negyedik évadban szintén külföldi dalokat énekeltek a versenyzők. A győztes Polyák Lilla lett, Barbra Streisand Woman in Love című dalával.
Az ötödik évad 2009 elején került műsorra, ahol Harsányi műsorvezetőtársa Gundel Takács Gábor lett. A műsor tematikája a filmzenékre koncentrálódott. A győztes Feke Pál lett, aki a Honfoglalás című film betétdalát, a Kell még egy szót adta elő.
A hatodik szezon a közmédia pénzügyi helyzete miatt 2010-ben már a Story TV-n volt látható. A műsorvezető Harsányi Levente és Szulák Andrea volt. A tizenhárom héten át tartó műsorfolyamban a győztes Serbán Attila lett a Who Wants to Live Forever című Queen dallal.
Tizenegy év kihagyás után a Duna 2022. március 1-jén jelentette be, hogy a műsor a hetedik évaddal visszatér a közszolgálati média megújult főadóján. A műsorvezetők Fodor Imre és Rókusfalvy Lili voltak. Először a formátum történetében egy hattagú zsűri is jelen volt, melyet Balázs Andrea, Balázs Klári, Boros Csaba, Feke Pál, Korda György és Nagy Bogi alkotnak. A tíz adásban összesen 84 előadó mutatott be 60 dalt – a hat válogató mindegyikében 10 dal fog részt venni. A versenyzők között volt Andelic Jonathan, Antal Timi, Békefi Viki, Csepregi Éva, Csonka András, Dolhai Attila, Feng Ya Ou Ferenc, a Fool Moon, Galambos Dorina, a Groovehouse, Heincz Gábor Biga, Janicsák Veca, Janza Kata, Horváth Boldizsár, Kocsis Tibor, Miller Zoltán, Pál Dénes, Peter Šrámek, Péter Szabó Szilvia, Polyák Lilla, Rácz Gergő, Roy, Sári Évi, Szandi, Szekér Gergő, Tarnai Kiss László, Trap kapitány és Varga Miklós. A műsor győztese végül Peter Šrámek lett, aki Korda György Lady "N" című dalát adta elő.
2024. szeptember 16-án az MTVA bejelentette, hogy hamarosan érkezik a műsor jubileumi, tizedik évada. Ezzel együtt ezúttal is elindult a közönségszavazás, hogy mely slágerek szerepeljenek a műsorban.
A tizedik évadban a korábbiaktól eltérően a hattagú zsűri helyett ezúttal az ítészek száma négy lesz. A zsűriből távozik Feke Pál, Frenreisz Károly és Nagy Bogi is. Korda György, Balázs Klári és Janza Kata mellé érkezik Bereczki Zoltán.

## A műsorról
A műsor nem épül semmilyen külföldi formátumra, teljesen saját ötlet alapján készült 2007 és 2010 között, valamint 2022-től is.
A hetedik évadban a hat tagú zsűri egy és tíz pont között értékeli az elhangzó dalokat, valamint csak a korosztályokra bontott stúdióközönség mobiltelefonos applikációval szavazhat. A zsűri pontjait összeadva, maximum 60 ponttal értékelheti a dalokat, és ehhez jön a közönség összesített pontszáma, ami szintén maximum 60 pont lehet.

## Évadok
| Évad            | Premier             | Finálé             | Adások száma | Győztes                          | Győztes dal (Eredeti előadó)           | Műsorvezető                                              | Zsűri                                                                       | Eredeti adó |
| --------------- | ------------------- | ------------------ | ------------ | -------------------------------- | -------------------------------------- | -------------------------------------------------------- | --------------------------------------------------------------------------- | ----------- |
| Első évad       | 2007. január 26.    | 2007. június 29.   | 22           | Bereczki Zoltán és Szinetár Dóra | Holnap hajnalig (Neoton Família)       | Harsányi Levente Korda György                            | nem volt zsűri                                                              | M1          |
| Második évad    | 2007. augusztus 31. | 2007. december 28. | 16           | Miller Zoltán                    | Egyszer véget ér (Máté Péter)          | Harsányi Levente Korda György                            | nem volt zsűri                                                              | M1          |
| Harmadik évad   | 2008. február 29.   | 2008. május 30.    | 12           | Palcsó Tamás                     | In ginocchio da te (Gianni Morandi)    | Harsányi Levente Dévényi Tibor                           | nem volt zsűri                                                              | M1          |
| Negyedik évad   | 2008. augusztus 31. | 2008. december 31. | 16           | Polyák Lilla                     | Woman In Love (Barbra Streisand)       | Harsányi Levente Dévényi Tibor                           | nem volt zsűri                                                              | M1          |
| Ötödik évad     | 2009. február 8.    | 2009. május 24.    | 15           | Feke Pál                         | Kell még egy szó (Demjén Ferenc)       | Harsányi Levente Gundel Takács Gábor                     | nem volt zsűri                                                              | M1          |
| Hatodik évad    | 2010. március 7.    | 2010. május 30.    | 13           | Serbán Attila                    | Who Wants to Live Forever (Queen)      | Harsányi Levente Szulák Andrea                           | nem volt zsűri                                                              | Story TV    |
| Hetedik évad    | 2022. március 19.   | 2022. május 21.    | 10           | Peter Šrámek                     | Lady "N" (Korda György)                | Fodor Imre Rókusfalvy Lili                               | Balázs Andrea Balázs Klári Feke Pál Korda György Nagy Bogi Boros Csaba      | Duna        |
| Nyolcadik évad  | 2022. december 3.   | 2023. február 4.   | 10           | Agárdi Szilvia                   | Úgy szeretném meghálálni (Kovács Kati) | Fodor Imre Forró Bence Rátonyi Krisztina Rókusfalvy Lili | Balázs Andrea Balázs Klári Feke Pál Frenreisz Károly Korda György Nagy Bogi | Duna        |
| Kilencedik évad | 2023. november 25.  | 2024. január 27.   | 10           | Freddie                          | Nézz az ég felé (Charlie)              | Fodor Imre Rókusfalvy Lili                               | Balázs Klári Feke Pál Frenreisz Károly Janza Kata Korda György Nagy Bogi    | Duna        |
| Tizedik évad    | 2024. december 7.   | 2025. február 1.   | 10           | Csorba Lóci                      | Limbó-hintó (Hungária)                 | Fodor Imre Rókusfalvy Lili                               | Balázs Klári Bereczki Zoltán Janza Kata Korda György                        | Duna        |

## Idővonal
– Állandó

     – Helyettes

### Zsűritagok
| Név              | Évadok     | Évadok     | Évadok     | Évadok     |
| Név              | 7          | 8          | 9          | 10         |
| Zsűritagok       | Zsűritagok | Zsűritagok | Zsűritagok | Zsűritagok |
| ---------------- | ---------- | ---------- | ---------- | ---------- |
| Balázs Klári     |            |            |            |            |
| Bereczki Zoltán  |            |            |            |            |
| Janza Kata       |            |            |            |            |
| Korda György     |            |            |            |            |
| Frenreisz Károly |            |            |            |            |
| Feke Pál         |            |            |            |            |
| Nagy Bogi        |            |            |            |            |
| Balázs Andi      |            |            |            |            |
| Boros Csaba      |            |            |            |            |

### Műsorvezetők
| Név                 | Évadok       | Évadok       | Évadok       | Évadok       | Évadok       | Évadok       | Évadok       | Évadok       | Évadok       | Évadok       | Évadok |
| Név                 | 1            | 2            | 3            | 4            | 5            | 6            | 7            | 8            | 9            | 10           |        |
| Műsorvezetők        | Műsorvezetők | Műsorvezetők | Műsorvezetők | Műsorvezetők | Műsorvezetők | Műsorvezetők | Műsorvezetők | Műsorvezetők | Műsorvezetők | Műsorvezetők |        |
| ------------------- | ------------ | ------------ | ------------ | ------------ | ------------ | ------------ | ------------ | ------------ | ------------ | ------------ | ------ |
| Fodor Imre          |              |              |              |              |              |              |              |              |              |              |        |
| Rókusfalvy Lili     |              |              |              |              |              |              |              |              |              |              |        |
| Forró Bence         |              |              |              |              |              |              |              |              |              |              |        |
| Rátonyi Kriszta     |              |              |              |              |              |              |              |              |              |              |        |
| Szulák Andrea       |              |              |              |              |              |              |              |              |              |              |        |
| Gundel Takács Gábor |              |              |              |              |              |              |              |              |              |              |        |
| Dévényi Tibor       |              |              |              |              |              |              |              |              |              |              |        |
| Harsányi Levente    |              |              |              |              |              |              |              |              |              |              |        |
| Korda György        |              |              |              |              |              |              |              |              |              |              |        |

## Kapcsolódó műsorok
A műsor 2008. december 31-én, a negyedik évad döntőjét követően És most mi csináljuk a fesztivált címmel különkiadással jelentkezett az M1-en, melyben a műsorvezetők énekeltek.
2022. december 24-én karácsonyi különkiadást vetítettek a műsorból a Dunán.